# 章青
章青（1963年—），安徽铜陵人，汉族，中华人民共和国政治人物、第十一届全国人民代表大会江苏地区代表。
毕业于河海大学工程力学系固体力学专业。加入民进。担任河海大学教授。2008年起担任全国人大代表。